# Matthew Reilly
Matthew Reilly este un scriitor de thriller australian.